# Pleiospermium littorale
Pleiospermium littorale (Miq.) Tanaka, 1928 è una pianta della famiglia delle Rutaceae, endemica dell'isola di Giava.

## Conservazione
La Lista rossa IUCN classifica Pleiospermium littorale come specie in pericolo di estinzione (Endangered).